# Championnats du monde de VTT 1999
Navigation
Mont Sainte-Anne 1998 Sierra Nevada 2000
Les championnats du monde de VTT 1999 se sont déroulés à Åre en Suède du 11 au 19 septembre 1999. C'est la première édition des championnats comportant l'épreuve de cross-country en relais par équipes nationales.

## Médaillés

### Cross-country
| Épreuves                                    | Or                                                                          | Or              | Argent                                                                  | Argent       | Bronze                                                        | Bronze       |
| ------------------------------------------- | --------------------------------------------------------------------------- | --------------- | ----------------------------------------------------------------------- | ------------ | ------------------------------------------------------------- | ------------ |
| Hommes, élites résultats détaillés          | Michael Rasmussen                                                           | 2 h 14 min 08 s | Miguel Martinez                                                         | + 1 min 52 s | Filip Meirhaeghe                                              | + 3 min 36 s |
| Femmes, élites résultats détaillés          | Margarita Fullana                                                           | 2 h 31 min 59 s | Alison Sydor                                                            | + 1 min 47 s | Paola Pezzo                                                   | + 3 min 09 s |
| Hommes, moins de 23 ans résultats détaillés | Marco Bui                                                                   | 2 h 19 min 46 s | Cadel Evans                                                             | + 20 s       | Martino Fruet                                                 | + 3 min 21 s |
| Hommes, juniors résultats détaillés         | Nicolas Filippi                                                             | 1 h 45 min 55 s | Carlos Coloma                                                           | + 1 min 19 s | Florian Vogel                                                 | + 1 min 56 s |
| Femmes, juniors résultats détaillés         | Anna Szafraniec                                                             | 1 h 24 min 42 s | Lea Flückiger                                                           | + 27 s       | Sonja Traxel                                                  | + 1 min 35 s |
| Relais mixte résultats détaillés            | Espagne Roberto Lezaun Margarita Fullana Carlos Coloma José Antonio Hermida | 2 h 03 min 14 s | France Miguel Martinez Sandra Temporelli Julien Absalon Nicolas Filippi | + 20 s       | Canada Roland Green Alison Sydor Ryder Hesjedal Ricky Federau | + 2 min 37 s |

### Descente
| Épreuves                            | Or                     | Or            | Argent         | Argent    | Bronze         | Bronze    |
| ----------------------------------- | ---------------------- | ------------- | -------------- | --------- | -------------- | --------- |
| Hommes, élites résultats détaillés  | Nicolas Vouilloz       | 5 min 03.49 s | Mickael Pascal | + 6.41 s  | Eric Carter    | + 7.88 s  |
| Femmes, élites résultats détaillés  | Anne-Caroline Chausson | 5 min 52.26 s | Katja Repo     | + 1.61 s  | Sari Jörgensen | + 15.71 s |
| Hommes, juniors résultats détaillés | Nathan Rennie          | 5 min 16.82 s | David Wardell  | + 10.46 s | Jared Rando    | + 10.50 s |
| Femmes, juniors résultats détaillés | Sabrina Jonnier        | 6 min 17.82 s | Kathy Pruitt   | + 8.49 s  | Helen Gaskell  | + 9.91 s  |